# 736 Harvard
För andra betydelser, se Harvard (olika betydelser).
736 Harvard eller 1912 PZ är en asteroid i huvudbältet, som upptäcktes 16 november 1912 av den amerikanske astronomen Joel Hastings Metcalf i Winchester. Den har fått sitt namn efter Harvard University.
Asteroiden har en diameter på ungefär 17 kilometer.